# Aeroporto di Honningsvåg-Valan
L'Aeroporto di Honningsvåg (norvegese: Honningsvåg lufthavn, Valan) (ICAO: ENHV - IATA: HVG) è un piccolo aeroporto regionale situato nel comune di Nordkapp nella contea di Finnmark in Norvegia. Si trova circa 4 km a nord dell'abitato di Honningsvåg ed è collegato ad esso tramite la Strada europea E69; fu aperto nel 1977 e nel 2005 ha contato 135.789 passeggeri.
È uno scalo della compagnia aerea norvegese Widerøe.